# Züesee
Der Züesee ist ein oligotrophes Stillgewässer oberhalb des Binntals im Schweizer Kanton Wallis.

## Geographie
Der See liegt sechs Kilometer östlich von Binn auf einer Höhe von 2421 m ü. M. in einer nacheiszeitlichen Gletscherschürfrinne (Glazialerosion) des Alpenhauptkammes. Er ist der mittlere einer Kette von Seen und befindet sich oberhalb der Baumgrenze. Die Ufer bestehen überwiegend aus groben Geröll, das Vorkommen von Serpentinit aufweist.  Westlich unterhalb liegt der Mässersee, der ebenso wie der Züesee über den Mässerbach nach Nordwesten zur Binna hin entwässert.
Der Züesee bezieht sein Wasser aus dem unmittelbar östlich gelegenen Geisspfadsee.
Gleich 100 Meter südlich des Südufers verläuft die politische Grenze zwischen der Schweiz und Italien entlang des Gebirgszuges. Diese natürliche Grenze bildet auch die Rhône-Po-Wasserscheide.

## Natur
Die Umgegend des Sees ist geprägt von einer kargen Flora und es gibt keinen Fischbestand in dem Gewässer. Die natürliche Fauna bietet Alpenmurmeltier, Ziegenartige, Habichtartige wie z. B. Steinadler und einige robuste Schlangenarten.

## Zugang
Das Gelände ist ganzjährig frei zugänglich. Von Süden und Osten her führt der namensstiftende Geisspfad, ein ehemaliger Schmugglerpfad, über den Geisspfadpass dorthin. Von Nordwesten her ist der Aufstieg für trittsichere Wanderer auch von Fäld aus entlang des Kerbtales des Mässerbaches möglich. Die Nordlagen sind dort auch im Juli und August nicht Schnee- und Eisfrei, dennoch erwärmt sich das Gewässer in den Flachzonen im Hochsommer bis auf badefreundliche 22 °C.